# Stubel Hill
Der Stubel Hill (englisch;  Стубелски хълм Stubelski chalm) ist ein 485 m hoher und vereister Hügel im Grahamland auf der Antarktischen Halbinsel. Auf der Trinity-Halbinsel ragt er 1,61 km nördlich des Bardarevo Hill, 6,65 km nordnordöstlich des Crown Peak, 3,2 km ostsüdöstlich des Marescot Point und 11,2 km westlich des Ogled Peak am nördlichen Ende des Marescot Ridge auf. Die Bransfieldstraße liegt nördlich von ihm.
Deutsche und britische Wissenschaftler nahmen 1996 seine Kartierung vor. Die bulgarische Kommission für Antarktische Geographische Namen benannte ihn 2010 nach der Ortschaft Stubel im Nordwesten Bulgariens.